# Fenerbahçe SK
Fenerbahçe Spor Kulübü este un club de fotbal din Istanbul, Turcia. 
Fondat în anul 1907 de către un grup de localnici, a devenit unul dintre cele mai de succes cluburi de fotbal din Turcia.
Fenerbahçe a câștigat 43 de trofee, însemnând 28 titluri Süper Lig (Prima ligă turcă), 6 Cupa Turciei și de 9 ori Supercupa Turciei.
Ei sunt porecliți "Sarı Kanaryalar" (în Limba turcă însemnând "Canarii galbeni").

## Suporterii
Fanii lui Fenerbahçe sunt cunoscuți sub denumirea de "Number 12". 
Numărul 12 este dedicat fanilor și niciun jucator din echipă nu poartă acest număr pe tricouri.

## Lotul actual
La 13 august 2025.
| Nr. |          | Poziție | Jucător                                |
| --- | -------- | ------- | -------------------------------------- |
| 1   | Turcia   | P       | İrfan Can Eğribayat                    |
| 3   | Brazilia | F       | Diego Carlos                           |
| 4   | Turcia   | F       | Çağlar Söyüncü                         |
| 5   | Turcia   | M       | İsmail Yüksek                          |
| 6   | Ghana    | F       | Alexander Djiku                        |
| 7   | Brazilia | M       | Fred                                   |
| 8   | Turcia   | M       | Mert Hakan Yandaș (căpitan)            |
| 10  | Columbia | A       | Jhon Durán (împrumutat de la Al-Nassr) |
| 13  | Turcia   | P       | Tarık Çetin                            |
| 14  | Turcia   | F       | Yiğit Efe Demir                        |
| 17  | Turcia   | M       | İrfan Kahveci (vice-căpitan)           |
| 18  | Turcia   | F       | Mert Müldür                            |
| 19  | Maroc    | A       | Youssef En-Nesyri                      |
| 20  | Turcia   | A       | Cengiz Ünder                           |
| 22  | Germania | F       | Levent Mercan                          |
| 23  | Turcia   | A       | Cenk Tosun                             |

| Nr. |               | Poziție | Jucător             |
| --- | ------------- | ------- | ------------------- |
| 24  | Țările de Jos | F       | Jayden Oosterwolde  |
| 27  | Portugalia    | F       | Nélson Semedo       |
| 28  | Turcia        | M       | Bartuğ Elmaz        |
| 33  | Anglia        | F       | Archie Brown        |
| 34  | Maroc         | M       | Sofyan Amrabat      |
| 37  | Slovacia      | F       | Milan Škriniar      |
| 39  | Turcia        | P       | Engin Can Biterge   |
| 40  | Croația       | P       | Dominik Livaković   |
| 50  | Brazilia      | F       | Rodrigo Becão       |
| 53  | Polonia       | M       | Sebastian Szymański |
| 70  | Turcia        | A       | Oğuz Aydın          |
| 77  | Serbia        | F       | Ognjen Mimović      |
| 94  | Brazilia      | M       | Anderson Talisca    |
| 95  | Turcia        | F       | Yusuf Akçiçek       |
|     | Egipt         | F       | Omar Fayed          |
|     | Turcia        | M       | Emre Mor            |

### Împrumutați
| Nr. |        | Poziție | Jucător                                                    |
| --- | ------ | ------- | ---------------------------------------------------------- |
|     | Turcia | P       | Ertuğrul Çetin (la Esenler Erokspor până pe 30 iunie 2026) |
|     | Turcia | F       | Emir Ortakaya (la Eyüpspor până pe 30 iunie 2026)          |
|     | Turcia | F       | Yiğit Fidan (la Pendikspor până pe 30 iunie 2026)          |

| Nr. |        | Poziție | Jucător                                                    |
| --- | ------ | ------- | ---------------------------------------------------------- |
|     | Turcia | M       | Burak Kapacak (la Kayserispor până pe 30 iunie 2026)       |
|     | Turcia | M       | Emre Demir (la Sakaryaspor până pe 30 iunie 2026)          |
|     | Turcia | M       | Arda Akgün (la Anadolu Üniversitesi până pe 30 iunie 2026) |

## Palmares

### Internațional
- UEFA Champions League:
  - Sferturi de finală (1): 2007–08

- UEFA Europa League:
  - Semifinale (1): 2013

- Cupa Cupelor UEFA:
  - Sferturi de finală (1): 1963–64

### Național
- Süper Lig (19) (record): 1959, 1960–61, 1963–64, 1964–65, 1967–68, 1969–70, 1973–74, 1974–75, 1977–78, 1982–83, 1984–85, 1988–89, 1995–96, 2000–01, 2003–04, 2004–05, 2006–07, 2010–11, 2013–14

- Cupa Turciei (7): 1967–68, 1973–74, 1978–79, 1982–83, 2011–12, 2012–13, 2022–23

- Supercupa Turciei (9): 1968, 1973, 1975, 1984, 1985, 1990, 2007, 2009, 2014

### Competiții defuncte

#### Internațional
- Cupa Balcanică (1): 1966–67

#### Național
- Amatör Futbol Șampiyonası (3): 1933, 1935, 1944

- Milli Küme Șampiyonası (6): 1936–37, 1939–40, 1942–43, 1944–45, 1945–46, 1949–50

- Chancellor Cup (8): 1945, 1946, 1950, 1973, 1980, 1989, 1993, 1998

- Cupa TSYD (12): 1969, 1973, 1975, 1976, 1978, 1979, 1980, 1982, 1985, 1986, 1994, 1995

- Spor-Toto Kupası (1): 1967

- Istanbul Football League (15): 1911–12, 1913–14, 1920–21, 1922–23, 1929–30, 1932–33, 1934–35, 1935–36, 1936–37, 1943–44, 1946–47, 1947–48, 1952–53, 1956–57, 1958–59

- Istanbul Shield (4): 1930, 1934, 1938, 1939

- Istanbul Futbol Kupası (1): 1945

## Jucători faimoși
- Cihat Arman
- Lefter Küçükandonyadis
- Can Bartu
- Cemil Turan
- Selçuk Yula
- Oguz Cetin
- Rıdvan Dilmen
- Aykut Kocaman
- Harald 'Toni' Schumacher
- Tanju Çolak
- Brian Steen Nielsen
- Elvir Baljic
- Uche Okechukwu
- Jay-Jay Okocha
- Jes Høgh
- Viorel Moldovan
- Mircea Sasu
- Milan Rapaic
- Dalian Atkinson
- Kennet Andersson
- Ariel Ortega
- Haim Revivo
- Tuncay Şanlı
- Washington Stecanelo Cerqueira
- Zoran Mirković
- Pierre van Hooijdonk
- Alexsandro de Souza
- Nicolas Anelka
- Stephen Appiah
- Roberto Carlos